# Jean Vérame
Jean Verame est un plasticien français, d'origine belge, vivant en France, né le 30 novembre 1936 à Gand (Belgique).
Peintre, sculpteur et, à l'occasion, graveur, Jean Verame situe son travail à la dimension du paysage et développe un art nomade à l'échelle de la planète. Ses interventions sur les paysages le rattachent au courant du land art avec, à l'occasion, des œuvres qui tiennent de l'installation et de la performance.

## Travaux
En 1965, Jean Verame extrait et colorie un millier de pierres d'une plage du Cap Ferrat (Alpes-Maritimes). En 1967, il dresse des pyramides de schiste dans les montagnes de Rute (Alpes-Maritimes) et des monticules de galets dans le Tech-Ceret (Pyrénées-Orientales). En 1968, il poursuit en disposant des tumuli de pierres au Mouton d'Anou (Alpes-Maritimes) et de roches cristallines dans le massif du Castelet (Alpes-Maritimes). 
Entre 1970 et 1974, il peint un kilomètre de parois, de plages rocheuses et de galets du lit d'une rivière des Cévennes, hors de l'eau comme sous l'eau. En 1976, il peint sur deux kilomètres et demi la côte du désert des Agriates, en Corse, et marque les roches de signes. 
En 1978, il déplace et dresse dix-sept pierres marquées de bleu dans un canyon à Amarillo, au Texas.  
La même année, il part en exploration dans le désert du Sinaï pour associer son talent à un événement historique majeur, les accords de Camp David, mettant un terme à une longue période de conflits entre l’Égypte et Israël, qui sera suivie, le 26 mars 1979, par la signature officielle du traité de paix israélo-égyptien. 
En 1979, il peint et marque de signes sept pierres granitiques dressées dans un pré en Normandie. 
En 1980-1981, séduit par son projet, le président Anouar el-Sadate lui donne son autorisation officielle pour exploiter la zone géographie dans le désert du Sinaï, en Égypte. Verame poursuit son projet sur le plateau de Hallaoui, douze zones réparties sur 80 km2, ce qui nécessitera une logistique importante dont l’approvisionnement en peinture prise en charge par l’ONU. Le choix de la couleur bleue symbolise la paix et celui du noir renvoie, selon Verame, à la « notion d’espace ». 
En 1984, il réalise un travail multidimensionnel, à des échelles diverses sur un site granitique à 1 200 mètres d'altitude, dans l'Anti-Atlas, derrière le village d'Aguerd Oudad, près de Tafraout, au Maroc. Ce site est communément appelé les « rochers bleus ».
En 1985, il peint la toile qui couvre le musée d'Orsay lors du ravalement de la façade.  
En 1987, il installe et dresse quarante-sept pierres au pied des Alpilles, à Saint-Rémy-de-Provence. 
En 1989, il réalise un travail multidimensionnel dans le massif du Tibesti, au nord du Tchad.
En 1992, il installe quatre bateaux, peints en Bretagne, sur l'étang de l'abbaye Saint-Maurice. 
En 1995, il présente mille bronzes au musée de l'Homme à Paris. Ces mille bronzes sont ensuite lancés, en cinq vols successifs, dans les sables du Sahara. 
En 1996, il réalise un volume en vitrail éclairé de l'intérieur ; la sculpture est inaugurée le 4 mars devant l'hôtel de ville de Meaux.
En 2007, est inauguré un volume en vitrail à Marseille.
En 2013, se tient l'exposition Squelettes Exquis dans les jardins Le Nôtre du château de la Barben.
en 2017, il réalise un géoglyphe polychrome dans le désert d'Atacama au Chili, près de la ville d'Iquiqué.

## Exposition personnelle
- 2003 : « Prise de terre et Prise de ciel », Vittoria, Espagne

## Publications
- 1989 : Jean Verame, Tibesti : le désert et la couleur, texte de Pascal Bonafoux, photographies de Jean-Claude Francolon et Jean Verame, Skira, Genève
- 2000 : Les Déserts de Jean Verame, Augustin Berque, Skira, Milan
- 2022 : Bleu de cobalt, Jean Verame, autobiographie, Sydney Laurent Editions